# Daniela Di Giacomo
Daniela Anette Di Giacomo Di Giovani (Caracas, 15 mei 1985) is een Venezolaanse schoonheidskoningin. Ze won op 11 november 2006 de 46e editie van de Miss International verkiezing die gehouden werd in de Chinese hoofdstad Peking. Ze volgde hiermee de Filipijnse Precious Lara Quigaman op.
De overwinning van di Giacomo leverde Venezuela haar 5e Miss International winnares op. Di Giacomo Di Giovani versloeg 51 Missen uit de deelnemende landen en werd gekroond met de nieuwe tiara van kristal; de traditionele Miss international kroon werd door deze tiara vervangen.
Di Giacomo die de staat Barinas vertegenwoordigde tijdens de Miss Venezuela 2005 verkiezing is een bekendheid in haar vaderland en nam regelmatig aan schoonheidswedstrijden deel. De 2005 editie van de Miss Venezuela verkiezing heeft 3 winnaressen van grote verkiezingen voortgebracht, Alexandra Braun Waldeck die de staat Nueva Esparta vertegenwoordigde, in dezelfde verkiezing dat jaar werd verkozen tot Miss Earth 2005, en Dominika van Santen die de staat Peninsula Guajira vertegenwoordigde, dat jaar werd verkozen tot Top Model of the World 2005.
Voordat Di Giacomo deel nam aan de Miss International 2006 verkiezing vertegenwoordigde ze Venezuela tijdens de World Coffee Queen-verkiezing, een verkiezing waaraan Missen uit koffieproducerende landen deelnemen. In deze verkiezing behaalde ze de finale en werd ze bovendien tot Miss Fotogeniek uitgeroepen. 